# Olocausto (miniserie televisiva)
Olocausto (Holocaust) è una miniserie televisiva statunitense del 1978 diretta da Marvin J. Chomsky che racconta l'olocausto attraverso il vissuto di due famiglie tedesche, una ebrea, i Weiss, ed una, i Dorf, il cui padre di famiglia, spinto dalla disoccupazione, si arruola nelle SS fino a diventare uno spietato criminale di guerra al fianco di Hitler. L'argomento era un'occasione per rappresentare sullo schermo l'atrocità e la follia dei crimini nazisti contro gli ebrei, trattando direttamente argomenti come la creazione dei ghetti e l'uso delle camere a gas.
Lo sceneggiato all'uscita fece il giro del mondo, innescando una serie di dibattiti sull'argomento, in un periodo in cui non veniva trattato apertamente dall'opinione pubblica. La sua proiezione in Germania fornì l'occasione per una revisione delle posizioni sulle responsabilità del popolo tedesco.

## Trama
Berlino, 1935. La famiglia Weiss vive una vita serena ed agiata: il padre Josef è un affermato medico generico mentre il figlio Karl, un giovane pittore, è appena convolato a nozze con Inga, una ragazza cattolica che assiste la moglie di Erik Dorf, un avvocato disoccupato che, conoscendo il capo della Gestapo Reinhard Heydrich, viene convinto ad entrare come ufficiale nelle SS come suo attendente. Le leggi razziali e le mire espansionistiche di Adolf Hitler fanno tuttavia precipitare la Germania dapprima in una limitazione dei diritti civili agli Ebrei, quindi in una serie di violenze nei loro confronti, culminando nella notte dei cristalli, e successivamente, dopo l'Anschluss e l'occupazione della Cecoslovacchia, nell'eliminazione sistematica.
Il conflitto devasta il destino delle due famiglie. Karl Weiss viene imprigionato nel campo di concentramento di Buchenwald con l'accusa di "spionaggio", subendo numerose torture. Suo fratello Rudi fugge da Berlino riparandosi in Cecoslovacchia, e poi tra i partigiani sovietici dopo l'invasione nazista del suolo russo nella famigerata operazione Barbarossa. La figlia minore dei Weiss, caduta in stato catatonico a seguito di uno stupro, è tra le prime vittime della camera a gas a motore, applicata inizialmente sui disabili. Stessa sorte, con lo Zyklon B, per i suoi genitori: suo padre Josef, ormai malato ed inabile al lavoro, nel campo di concentramento di Auschwitz e sua madre Berta, destinata alla morte appena arrivata nel campo; suo zio Moses muore durante la rivolta del ghetto di Varsavia, Karl - essendo un pittore - fa parte degli artisti chiusi a Terezín. Accusato di essere sovversivo, viene bastonato in un forte, dove gli maciullano le mani: spedito ad Auschwitz, vi muore di stenti poco prima dell'evacuazione del campo.
Per un periodo, Inga è libera, in cambio di favori sessuali ad un ufficiale delle SS innamoratosi di lei; però, poi, preferisce la prigionia nei campi nazisti.
Erik Dorf diviene un freddo burocrate della morte, attraversando, costantemente presente, tutte le fasi dello sterminio. Diventa uno degli ufficiali di Paul Blobel, fino al massacro di Babij Jar, conosce Heydrich alla conferenza di Wannsee, in cui si definì la soluzione finale ormai già in atto, viene assunto tra i comandanti di un lager e, infine, arrestato alla fine della guerra dagli Alleati. Scoperta la sua complicità ai crimini nazisti, egli muore suicida ingerendo del cianuro, per evitare gli interrogatori. Suo zio Kurt (fratello del padre militante socialista) tiene un duro discorso ai nipoti orfani, comunque leali all'ideologia paterna. Rudi è catturato e mandato a Sobibór, dove organizza la fuga; ormai solo, noto per il suo eroismo anti nazista, si arruola in un'organizzazione sionista per la costituzione delle forze armate del nascente stato israeliano e, alla fine della guerra, ritrova Inga, che cresce da sola il figlio avuto da Karl.

## Distribuzione
Trasmessa negli Stati Uniti dal 16 al 19 aprile 1978 sulla rete NBC in 4 puntate da 120 minuti, in Italia la miniserie è andata in onda dal 20 maggio al 19 giugno 1979 in prima serata su Rai 1, divisa in 8 puntate da 60 minuti. Successivamente è stata replicata sulle reti Fininvest dal 4 al 25 maggio 1986 ogni domenica in prima serata su Canale 5, divisa nelle 4 puntate originali. Nello stesso anno la miniserie integrale è stata pubblicata dalla Deltavideo in un cofanetto di 3 VHS, usando un nuovo doppiaggio realizzato a Milano.
La miniserie tornerà un'ultimissima volta in televisione, sempre nella versione in 4 puntate, su Italia 7 per quattro domeniche consecutive dal 12 febbraio al 5 marzo 1989.
Nel 2010 Dall'Angelo Pictures ha distribuito la miniserie integrale in un cofanetto da 3 DVD, usando il doppiaggio originale della versione Rai. Come nell'edizione statunitense, il girato è stato tuttavia accorciato di 30 minuti e portato alla durata totale di 445 minuti.

## Accoglienza
Nonostante l'apprezzato successo, la miniserie venne anche criticata. Famoso l'intervento del regista e giornalista Claude Lanzmann, che dalle pagine de Les Temps Modernes accusò Olocausto di rappresentare la Shoah adottando gli schemi classici del dramma americano, volti a creare partecipazione emotiva nello spettatore, e quindi non adatti in quanto a rischio di appiattire e sminuire l'enormità del dramma dello sterminio degli ebrei, giudicata irrappresentabile. Al contrario, il filosofo e scrittore tedesco Günther Anders difese la miniserie, riconoscendole diversi meriti. Tra questi quello di presentare le vittime "come persone", perché "ciò che dobbiamo fare, e ciò che il film ha fatto, è ritrasformare le cifre in esseri umani. E mostrare come i sei milioni di gassati siano stati sei milioni di individui".